# Paul Bebert
Paul Bebert (* 3. Oktober 1893 in Hamburg; † 3. Mai 1976 ebenda) war ein deutscher Gewerkschafter, Politiker der SPD und Mitglied der Hamburgischen Bürgerschaft.

## Leben
Paul Bebert wurde als viertes Kind des Maurers Heinrich Bebert und seiner Ehefrau Louise, geborene Rönneburg, in Wandsbek geboren. Er besuchte dort die Volksschule, aus der er mit 13 ½ Jahren entlassen wurde, da er das Seemannshandwerk erlernen wollte. Bis zu seinem Militärdienst im Jahr 1913 fuhr er auf verschiedenen Segelschiffen. Er nahm in den Jahren 1914 bis 1918 am Ersten Weltkrieg teil. Nach seiner Entlassung aus der Kriegsmarine arbeitete er zunächst als Bauarbeiter.
Im Alter von 18 Jahren war Bebert in die SPD eingetreten und später Mitglied im Deutschen Bauarbeiterverband, einem der stärksten damaligen Gewerkschaften, geworden. Er qualifizierte sich weiter und besuchte verschiedene Kongresse, Kurse und Vorlesungen  u. a. zur Volkswirtschaftslehre. Von 1924 bis 1925 besuchte er die staatliche Wirtschaftsschule in Düsseldorf. Paul Bebert wurde am 2. April 1925 hauptamtlicher Gewerkschaftsangestellter im Deutschen Baugewerksbund, einem Zusammenschluss vom Deutschen Bauarbeiterverband mit anderen Gewerkschaften. Im Jahr 1929 verlegte die Gewerkschaft ihren Sitz von Hamburg nach Berlin und Bebert zog dorthin. Paul Bebert wurde aktives Mitglied im Reichsbanner und der Eisernen Front.
Nach der Machtergreifung der Nationalsozialisten und der Besetzung der Gewerkschaftshäuser am 2. Mai 1933 wurde Bebert wegen seiner politischen und gewerkschaftlichen Tätigkeit entlassen. Das Ehepaar Bebert zog wieder nach Hamburg, da sie die Berliner Wohnung räumen mussten. In Hamburg wurde er tagelang verhört und kam von Anfang Juni bis Ende August 1933 ins Konzentrationslager Fuhlsbüttel. Da Bebert keine Arbeit fand, wurden sie von den Schwiegereltern unterstützt.
Bebert beteiligte sich am Widerstand gegen das NS-Regime unterhielt u. a. Verbindung zu Hellmut Kalbitzer. Seine Verbindungen zu ehemaligen SPD-Mitgliedern in Eimsbüttel-Nord führten zu einer Anklage. Bebert wurde wegen Vorbereitung zum Hochverrat am 7. November 1935 zu zwei Jahren Gefängnis verurteilt. Er wurde bis zum 31. Mai 1937 in das Strafgefangenenlager Aschendorfer Moor und KZ Esterwegen eingesperrt. Dort musste er im Moor schwerste Zwangsarbeit leisten. Krank und abgemagert fand er eine Beschäftigung in einer Wandsbeker Hoch- und Tiefbaufirma. Er wurde im Juli 1943 ausgebombt und musste in einer Autogarage behelfsmäßig leben.
Nach dem Ende des NS-Regimes beteiligte sich Paul Bebert am demokratischen Aufbau. Er engagierte sich bereits im Mai 1945 in der Sozialistischen Freien Gewerkschaft und gehörte später zu den Gründern der Industriegewerkschaft Bau, Steine Erden in Hamburg, deren erster Vorsitzender er bis zum Jahr 1957 war.
Als am 14. September 1945 Teile des von der Besatzungsmacht genutzten Gewerkschaftshauses am Besenbinderhof an die Gewerkschaften übergeben wurden, war es Paul Bebert, der das Emblem der Deutschen Arbeitsfront (DAF) über dem Eingang des Gewerkschaftshauses eigenhändig entfernte. In einer kurzen Rede nannte er sein Ziel:
„Mit meinen Hammerschlägen werde ich die Giftzeichen des Nationalsozialismus von der geistigen Waffenschmiede der Hamburger Arbeiterschaft entfernen. Möge diese symbolische Handlung mit zu der Erkenntnis beitragen, dass das Gift der Nazi-Propaganda restlos aus dem deutschen Volk beseitigt werden muss. Denn nur auf diesem Wege der Entwicklung werden wir zu einem wahrhaft freien, demokratischen Deutschland kommen.“
Anschließend sangen die Anwesenden das Lieder der Arbeiterbewegung „Brüder, zur Sonne zur Freiheit“.
In den Jahren 1946 bis 1949 und von 1951 bis 1961 war Bebert Mitglied der Hamburgischen Bürgerschaft. Er wurde im Februar 1946 in die ernannte Bürgerschaft als Mitglied der Gewerkschaftsfraktion berufen. Anschließend wurde er für die SPD in die erste gewählte Bürgerschaft der Nachkriegszeit gewählt. In der 2. Wahlperiode rückte Bebert am 4. April 1951 nach und blieb bis 1961 durchgehend Abgeordneter der Bürgerschaft.
Neben Paul Bebert waren auch Karl Vittinghoff, Paul Nevermann, Edmund Herbst und Erich Käther Mitbegründer des gewerkschaftlich organisierten Vereins „Baugemeinschaft Besenbinderhof“.
Im Jahr 1945 wurde Bebert von der britischen Besatzungsmacht zum Treuhänder der „Neuen Heimat“ eingesetzt. Von 1949 bis 1952 war er in der neu entstandenen Bundesrepublik weiter in diesem Amt tätig. Zudem war er von 1950 bis 1958 Aufsichtsratsmitglied beim Neuen Heim (später Neue Heimat Nord). In den Jahren 1955 bis 1961 war er Aufsichtsratsvorsitzender der AGEKA (Gesellschaft für gemeinnützigen Kleinwohnungsbau mbH), die an die Neue Heimat angegliedert wurde.

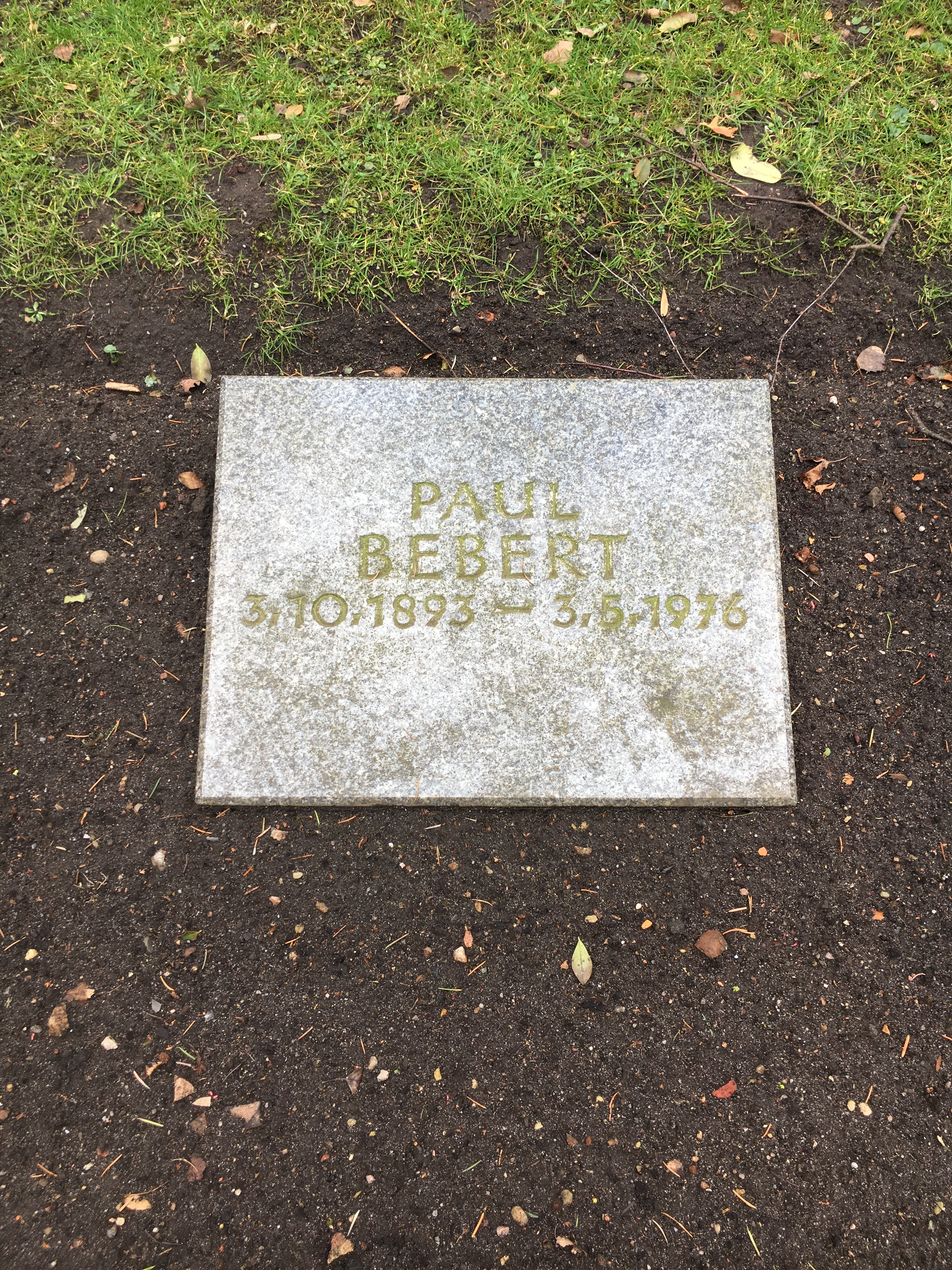
Grabstätte Paul Bebert auf dem Friedhof Ohlsdorf

Bebert war von 1946 bis 1957 Mitglied der Baudeputation.
Ab 1946 war er zudem Aufsichtsratsvorsitzender der Bauhütte Nord (bis 1957) und Aufsichtsratsvorsitzender der Baugenossenschaft freier Gewerkschafter (bis 1961). Er war Vorstandsmitglied von 1947 bis 1958 des Großhamburger Bestattungsinstituts.
Pauk Bebert war seit dem 31. Mai 1919 mit Hertha Catharina Dorothea Koch verheiratet. Im Jahr 1946 nahm das Ehepaar Bebert drei Waisen auf, die bei Paul Bebert blieben, als seine Frau im April 1952 verstarb.